# Buttelstedter Straße (Weimar)

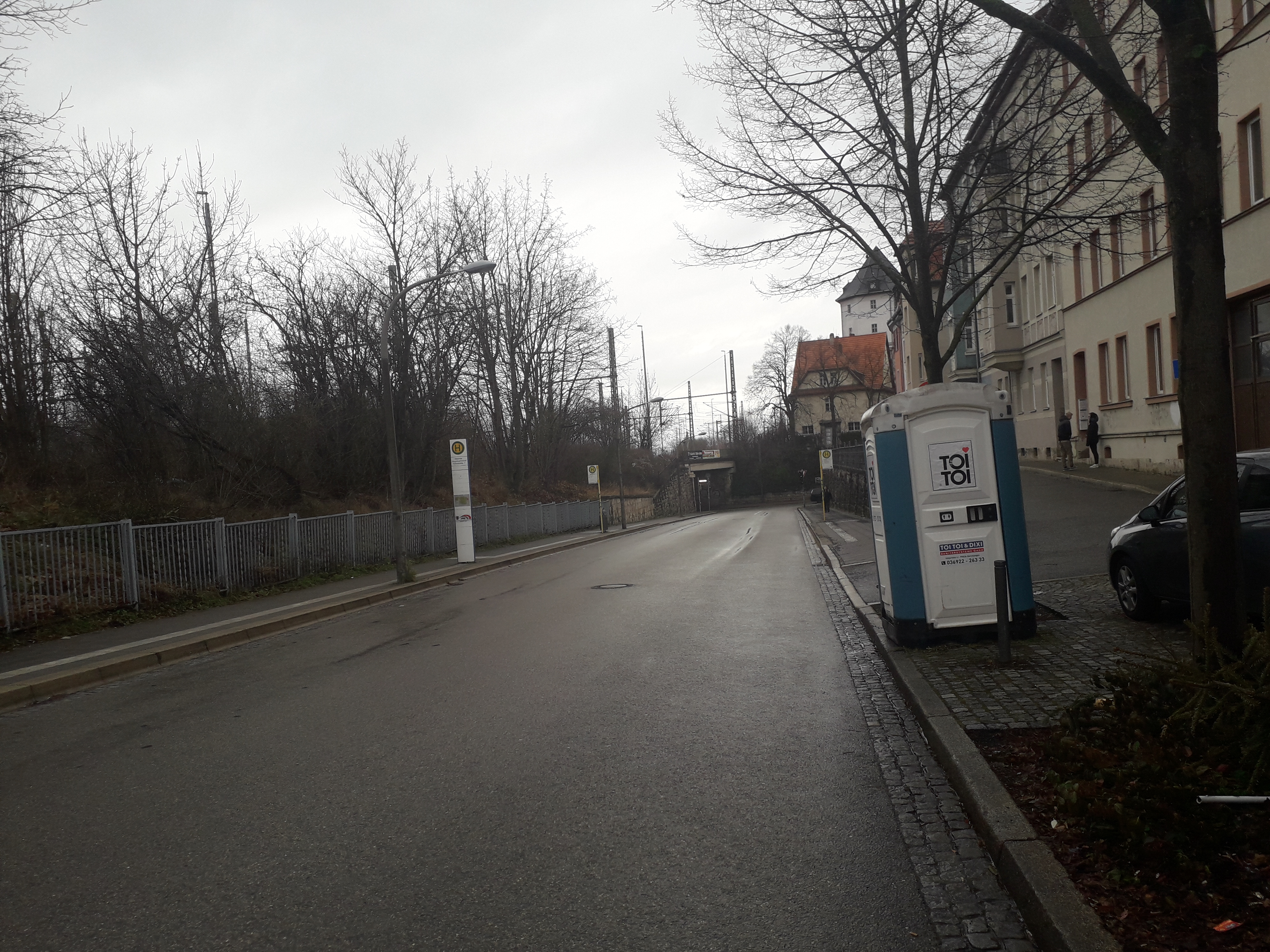
Eisenbahnbrücke zur Buttelstedter Straße

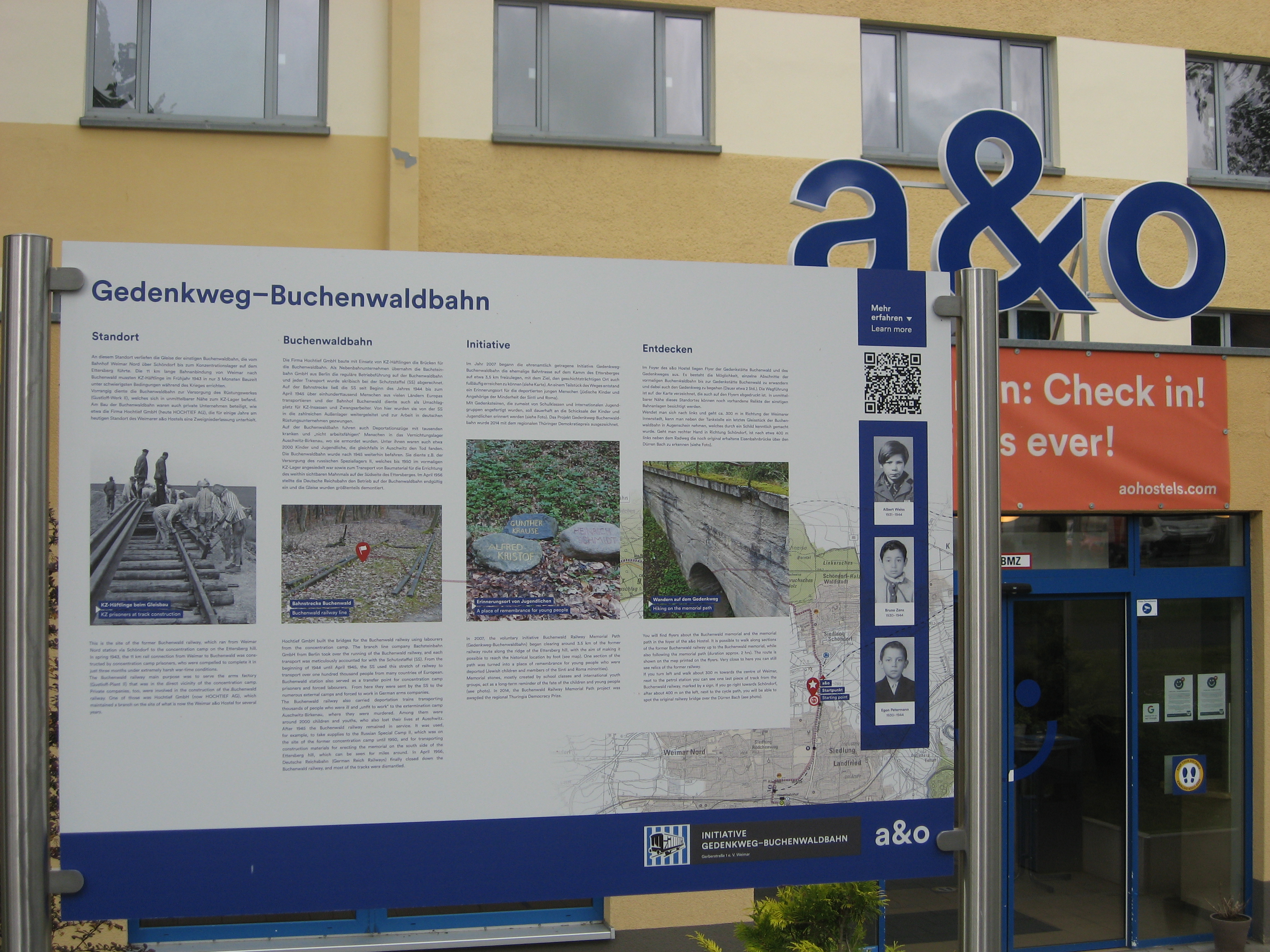
Tafel für den Gedenkweg Buchenwaldbahn vor dem Gebäude von Hochtief

Die Buttelstedter Straße ist ein Straßenzug in Weimar, der über Schöndorf in nördlicher Richtung von der Schopenhauerstraße durch die Eisenbahnbrücke in Richtung des Ortes Buttelstedt führt, nach welchem sie 1890 benannt wurde. Sie ist zugleich Teil der Bundesstraße 85. Sie kreuzt in Schöndorf die Bundesstraße 7.
Neben der Ettersburger Straße ist die Buttelstraße die wichtigste Verbindungsstraße Weimars in nördlicher Richtung oberhalb der Schopenhauerstraße. Über die Buttelstedter Straße sind wesentliche ehemalige bzw. noch existierende Industriegebiete verbunden wie u. a. das ehemalige Uhrenwerk Weimar, das Weimar-Werk, die Dürrenbacher Hütte. Auch das Umspannwerk ist hier zu nennen. Unweit der Buttelstedter Straße in Schöndorf liegen auch Sakralbauten wie die evangelische Kirche St. Stephanus (Weimar) und die katholische Kirche St. Bonifatius (Schöndorf), die auf der Liste der Kulturdenkmale in Schöndorf (Weimar) stehen. Über Buttelstedt fuhr einst auch die Buchenwaldbahn, woran an einem Gebäude von Hochtief, Buttelstedter Straße 27 c, eine Gedenktafel für den Gedenkweg „Buchenwaldbahn“ erinnert. Die Firma Hochtief baute der Gedenktafel zufolge die Brücken für die Buchenwaldbahn unter Nutzung von Zwangsarbeitern aus dem KZ Buchenwald.
Das zwischen Buttelstedter Straße und Ettersburger Straße liegende Waldgebiet heißt Prinzenschneise.
Der Bereich Friedrich-Ebert-Straße gehörte einst auch zur Buttelstedter Straße.